# 롤란도 만드라고라
롤란도 만드라고라(이탈리아어: Rolando Mandragora, 1997년 6월 29일 ~ )는 피오렌티나에서 뛰는 이탈리아의 축구 선수이다.

## 클럽 경력

### 제노아
이탈리아 나폴리에서 태어난 만드라고라는 제노아 유소년팀에 스카우트되어 2014년 10월 29일 유벤투스와의 홈경기에서 세리에 A 데뷔전을 치렀다. 만드라고라는 69분을 소화하며 유라이 쿠츠카와 교체되었다.

### 유벤투스
2016년 1월 19일, 유벤투스는 제노아의 만드라고라와 계약을 확정했다. 그리고 나머지 15-16시즌은 페스카라에서 임대로 뛰게되었다.
2016년 4월 오른발에 골절상을 입었고, 합병증으로 인해 두 번의 수술을 받게 되었다. 만드라고라는 16-17시즌 유벤투스로 돌아와 등번호 38을 배정받게 되었다.
2017년 4월 23일. 친정팀이었던 제노아를 상대로 86분에 클라우디오 마르키시오와 교체하며 데뷔전을 치렀다.